# عادل عید
عادل عید (انگلیسی: Adel Eid؛ زادهٔ ۲۲ مارس ۱۹۸۴) یک ورزشکار اهل فنلاند است.
از باشگاه‌هایی که در آن بازی کرده‌است می‌توان به باشگاه فوتبال هلسینکی اشاره کرد.